# أرني ريزن
أرني ريزن (بالإنجليزية: Arnie Risen) مواليد 09 أكتوبر 1924 في ويليامزتاون - الوفاة 04 أغسطس 2012، كان لاعب كرة سلة أمريكي. بدأ مسيرته الاحترافية في سنة 1945. بلغ طوله 6 قدم 9 بوصة (2.1 م). اعتزل اللعب في 1958. فاز بلقب دوري إن بي إيه. شارك 4 مرات في مباراة كل النجوم. دخل قاعة نايسميث التذكارية لمشاهير كرة السلة.

## روابط خارجية
- أرني ريزن على موقع إن بي أي (الإنجليزية)
- أرني ريزن على موقع سبورتس رفرنس (الإنجليزية)
- أرني ريزن على موقع كلية كرة السلة في سبورتس رفرنس.كوم (الإنجليزية)
- أرني ريزن على موقع ريلجم (الإنجليزية)
- أرني ريزن على موقع بروبوليرز (الإنجليزية)
- أرني ريزن على موقع قاعة المشاهير الجامعة الوطنية لكرة السلة (الإنجليزية)
- أرني ريزن على موقع سبورتس رفرنس (الإنجليزية)